# 벤 시츠

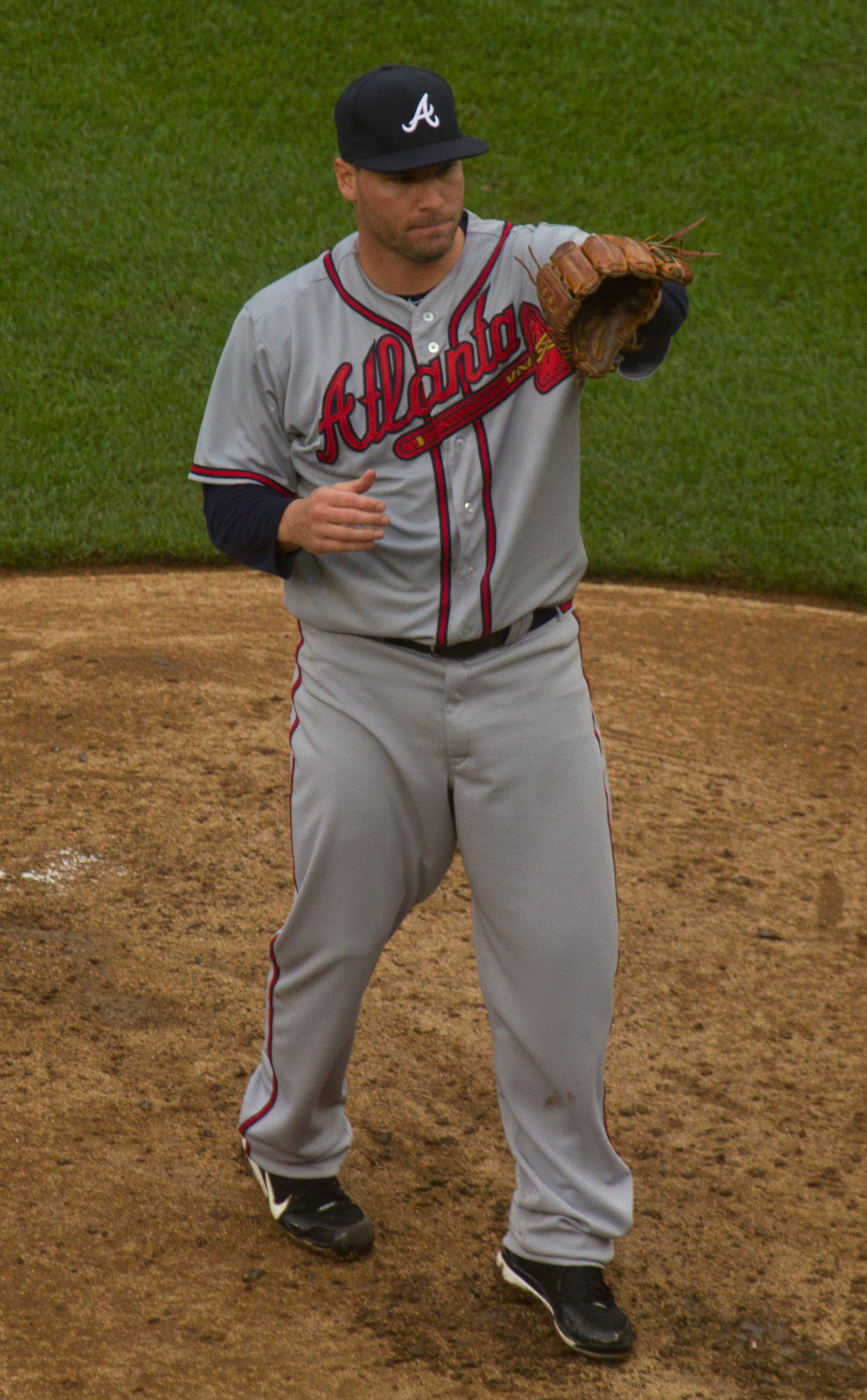
벤 시츠, 2012년 7월.

벤 시츠(Ben M. Sheets, 1978년 7월 18일-)는 미국 루이지애나주 출신의 전  메이저 리그 야구 선수이며, 앤디 시츠의 사촌 동생이다.
1999년 드래프트 10번 지명으로 밀워키에 입단하였으며, 2000년 시드니 올림픽 대표로서 3경기 22이닝 자책점 1점, 평균자책 0.41을 기록하였으며, 결승전인 쿠바전에서는 3안타 완봉승으로 금메달 획득의 1인자가 되었다. 2001년 4월 5일 메이저 데뷔하였다. 2004년에는 자신이 최선을 다했으면서도, 이 2년 동안(올시즌 포함)은 부상으로 만족스러운 성적을 내지 못하고 있다.

## 투구 형태
90마일대의 무거운 포심 패스트볼, 배리 지토와 견줄 수 있는 메이저 최고급의 커브, 투심 패스트볼의 구속 높은 변화구가 주무기이다.